# Allobaccha loriae
Allobaccha loriae är en tvåvingeart som först beskrevs av Meijere 1908.  Allobaccha loriae ingår i släktet Allobaccha och familjen blomflugor. Inga underarter finns listade i Catalogue of Life.